# Falco longipennis
El alcotán australiano (Falco longipennis) es una especie de ave falconiforme de la familia Falconidae propio de Australia y sus islas cercanas de Indonesia, Papúa Nueva Guinea y Timor. Es muy similar al halcón peregrino, aunque más pequeño y con un plumaje más oscuro. Se encuentra generalmente en pequeños bosques y en lugares donde la vegetación es muy extensa como los parques.
Puede medir en su edad madura de 30 a 36 cm de alto, la hembra es de mayor tamaño.[cita requerida] Anidan en nidos vacíos o sacan a otras aves de ellos, también puede realizar sus propios nidos en los árboles. La incubación puede tardar un mes. Se alimenta de insectos, otras aves, e invertebrados. [cita requerida]

## Subespecies
Se conocen dos subespecies de Falco longipennis:
- Falco longipennis hanieli - Islas Menores de la Sonda (de Lombok a Timor).
- Falco longipennis longipennis - Australia y Tasmania; invernante en Nueva Guinea y Molucas.